# تاصميت
تاصميت ⵜⴰⵙⵎⵉⵜ وتعني بالأمازيغية الباردة وترجع التسمية إلى كون الثلج لايفارق قمة هذا الجبل إلّا في فصل الصيف. تاصميت هو جبل شامخ يطل على مدينة بني ملال يبلغُ علوه 2247 م وهو يعتبر من المعالم الطبيعية بالإقليم وجغرافيا هذه المنطقة الجبلية التابعة لجماعة فم العنصر، ويمكن للسائح أن يصل إلى قدم هذا الجبل مرورا بعيون وحدائق عين أسردون ثم يتجه شرقا.
جبل تاصميت موطن نحل نشيط يرعى العسل في حقول الزقوم،
والخروب،
والزعتر..
جبل تاصميت، شجن
ووتر
وحجل
وقصب
وهم انعدام المدرسة
وقلة الماء
والكهرباء.